# Janusz Wojciech Rosiński
Janusz Wojciech Rosiński (ur. 6 lutego 1929 w Bydgoszczy, zm. 11 sierpnia 2007 w Gdańsku) – polski poeta, prozaik, redaktor Polskiego Radia. Debiutował jako poeta w 1956 roku na łamach Głosu Wybrzeża.

## Twórczość wybrana
- Persowie
- Z tarczą lub na tarczy
- Łyk ambrozji
- Syn Filippidesa
- Diadochowie
- Atrydzi